# Awake! Young Men of England
Awake! Young Men of England (deutsch „Erwachet! Junge Männer von England“) ist das erste unter dem Namen des damals elfjährigen Eric Blair veröffentlichte Werk, ein Aufruf zur Teilnahme am Ersten Weltkrieg in Form eines englischen Gedichts. Es erschien am 2. Oktober 1914 in der Lokalzeitung The Henley and South Oxfordshire Standard.

## Einordnung
Eric Blair (1903–1950), der später dem Krieg skeptisch gegenüberstand, wurde unter dem Pseudonym George Orwell mit Büchern wie 1984 bekannt, das im Jahr 1949 erschien.
Der elfjährige Zögling des Internats St. Cyprian’s schrieb das Gedicht während des Kriegsausbruchs, als er mit der Familie die Ferien verbrachte. Aus dieser Zeit rührt die erste bewusste Erinnerung seiner damals sechsjährigen Schwester Avril an ihren großen Bruder, als Eric mit seiner Mutter „auf sehr erwachsene Art“ (englisch „in a very grown-up manner“) geredet habe. Die Mutter soll den Kriegsaufruf nach den Ferien an die Lokalzeitung und darauf die Lokalzeitung an ihren Sohn geschickt haben. Blair legte das Gedicht im Internat vor, was sein Ansehen zeitweise verbesserte. Das Gedicht wurde vor den versammelten Schülern gelesen und ins Sammelbuch aufgenommen. Blair hatte jedoch insgesamt im Internat eine schlechte Zeit, so wurde er beispielsweise für das Lesen eines nicht erwünschten Buchs geschlagen.
Während seiner Zeit im Internat wurde ein weiteres Gedicht veröffentlicht, das den im Krieg gestorbenen Kriegsminister Kitchener (1850–1916) betrauerte. Orwell erwähnte es 1946 in einem teils autobiographischen Essay Why I Write (deutsch „Warum ich schreibe“) als ein weiteres „patriotisches Gedicht“ (englisch „patriotic poem“) neben dem Kriegsaufruf.

## Inhalt und Form

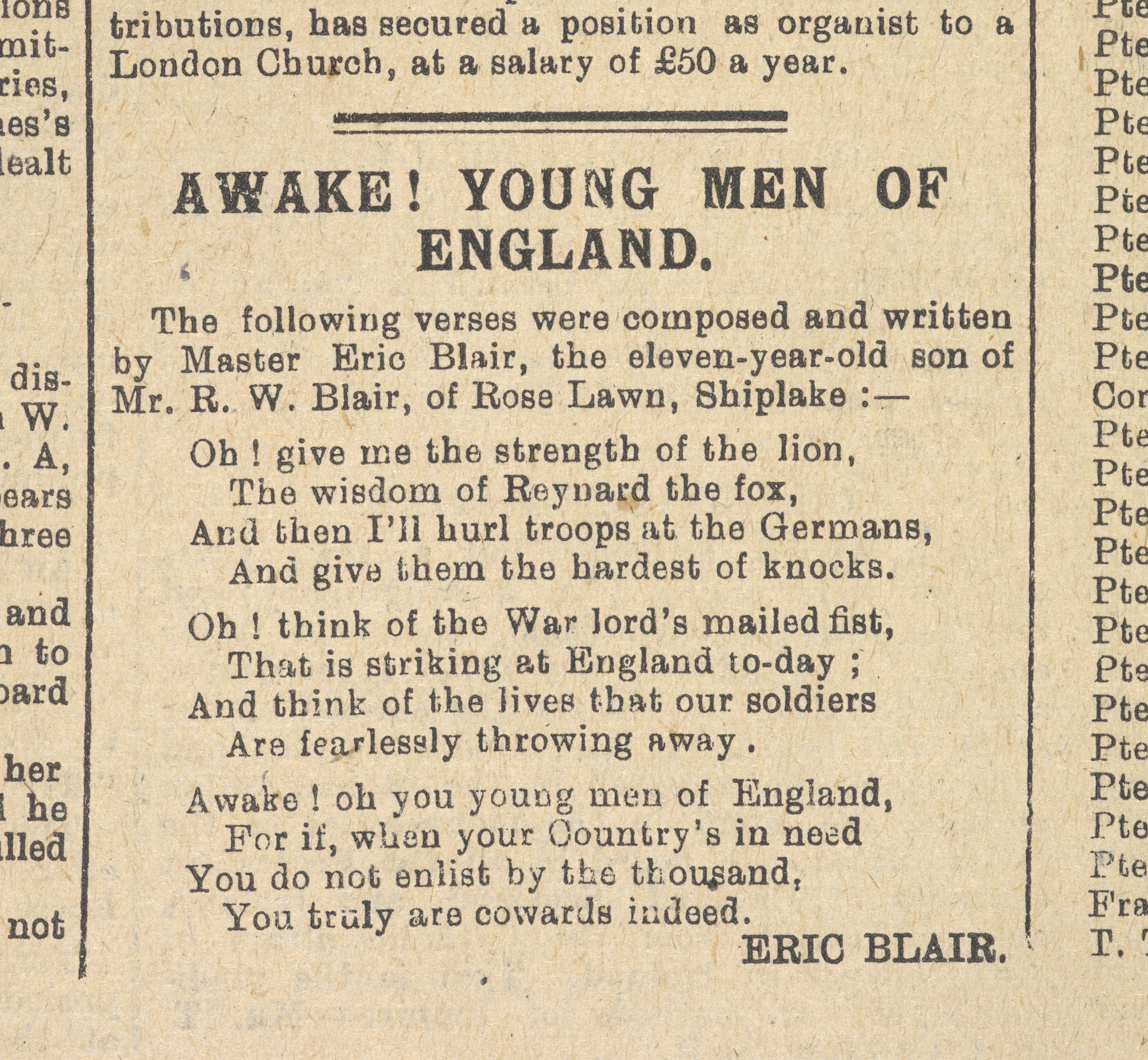
Eric Blair: Awake! Young Men of England. In: The Henley and South Oxfordshire Standard. Band XXV, Nr. 1455, 2. Oktober 1914, S. 8.

Das Gedicht besteht aus drei Strophen mit jeweils vier Versen. Die ersten beiden Strophen haben das Reimschema ABCB, während sich in der letzten auch der erste und dritte Vers reimen. Jede beginnt mit einem Ausruf, zweimal „Oh!“, in der dritten „Awake! oh […]“, gefolgt von verschiedenen Imperativen.
In der ersten Strophe erklärt das lyrische Ich, es wolle Löwenstärke und die Weisheit von Reineke Fuchs bekommen. Damit werde es „dann Truppen auf die Deutschen schleudern und ihnen die härtesten Schläge geben“ (englisch „then I’ll hurl troops at the Germans / And give them the hardest of knocks“). Die Zweite erinnert an den Warlord, der England heute schlage, und an die „Leben, die unsere Soldaten furchtlos wegwerfen“ („lives, that our soldiers / Are fearlessly throwing away“) würden. Zuletzt werden die „jungen Männer von England“ („young men of England“) aufgefordert zu „erwache[n]“ („Awake!“) und sich beim Militär zu melden. Wenn das nicht zu Tausenden geschehe, so schließt das Gedicht, seien sie „wahrhaft tatsächlich Feiglinge“ („truly are cowards indeed“).

## Rezeption und Interpretation
Während die Lokalzeitung damals wohl Qualität in der Arbeit unter dem Namen des erst elfjährigen Blair erkannte, wird heute von einem eher kleinen literarischen Wert ausgegangen. Es wird ihr mehr eine Relevanz als erstes Werk für die Entwicklung des Autors zugesprochen. So sah Dione Venables im Gedicht „die Energie und Aufregung der romantischen Vorstellung eines Kindes über die Kriegführung, die durch den frühen Tod eines Cousins im Kampf in die Wirklichkeit umgesetzt wurde. Potentielles Talent ist da – aber nichts extra Besonderes“ (englisch „the energy and excitement of a child’s romantic view of warfare, pitched into reality by the early death in battle of a cousin. Potential talent here – but nothing extra-special“). Ein Kommentator führte die erste Strophe des Gedichts als Gegenbeispiel dagegen an, dass Genialität schon in der Kindheit ablesbar sei.
In der weiteren Interpretation gibt es manche Unterschiede. Während jemand darin den Jingoismus eines Schuljungen sieht, widersprechen andere dem ausdrücklich und möchten in dem „intensiven und eher schlichten Patriotismus“ („intense and rather primitive patriotism“) ein unveränderliches Wesensmerkmal sehen. Eine Deutung bettet das Gedicht in Schuldgefühle ein, die Blair bis zu seiner Beteiligung am Spanischen Bürgerkrieg auf der republikanischen Seite unterstellt werden, weil er wegen seines Alters nicht seinem Land habe dienen können. Eine andere Überlegung glaubt eine Doppeldeutigkeit herauszulesen und führt dafür die Soldaten an, die laut Gedicht ihre Leben „furchtlos wegwerfen“ („fearlessly throwing away“).
Es wird festgestellt, dass das Gedicht seinen Eltern wohl sehr gepasst habe. In Anbetracht der Klischees „die Wachrufung Englands, die Glorifizierung des Opfers, das Bild vom mittelalterlichen, romantischen Kampf, die emotionale Sprache von Mut und Feigheit“ („the evocation of England, the glorification of sacrifice, the image from medieval, romantic battle, the emotive language of courage and cowadice“) wird das Gedicht auch als weniger „von einem Jungen als von einer Tradition“ („by a boy as by a tradition“) beschrieben. Ein weiteres Buch über Orwell geht so weit, darüber zu spekulieren, ob nicht seine Mutter Teile des Gedichts geschrieben habe.